# Flaga Panamy
Flaga Panamy powstała 20 grudnia 1903, warunkowo przyjęta w 1904 i ostatecznie zaakceptowana w 1925.
Kolory niebieski i czerwony oznaczają partie Konserwatywną i Liberalną, kolor biały oznacza pokój, niebieska gwiazda to czystość i szczerość, a czerwona gwiazda reprezentuje prawo obowiązujące w kraju.

## Historyczne warianty flagi

Flaga Panamy z lat 1855–1863
Flaga Panamy z lat 1863–1886
Flaga strefy Kanału Panamskiego należącej do USA w latach 1903–1979
Propozycja flagi Panamy z 1903 roku
Pierwsza wersja flagi Panamy z 1903 roku